# Video for Windows
Video for Windows (acronimo VFW, anche Video Compression Manager (VCM), è un framework multimediale sviluppato da Microsoft allo scopo di consentire l'acquisizione di immagini e filmati digitali e la riproduzione degli stessi in ambiente Microsoft Windows.

## Storia
Video for Windows è stato introdotto nel novembre 1992 in risposta alla tecnologia QuickTime di Apple. Nato come prodotto a pagamento, VfW cominciò ad essere distribuito come add-on gratuito per Windows 3.1 e Windows 3.11, per divenire poi parte integrante di Windows 95 e delle versioni successive.
Nel marzo 1997, Microsoft ha annunciato che ActiveMovie sarebbe entrato a far parte della suite di tecnologie DirectX 5, e intorno a luglio ha iniziato riferendosi ad essa come DirectShow.

## Caratteristiche
Al pari di QuickTime, Video for Windows consisteva di tre componenti principali: un nuovo formato di file espressamente progettato per la memorizzazione di video digitali (Audio Video Interleave (AVI), una API che consentiva ai programmatori in ambito Windows di riprodurre e manipolare video digitali nelle loro applicazioni ed un corredo di applicativi per la manipolazione di segnali audio e video:
- Media Player
- VidCap
- VidEdit
- BitEdit
- PalEdit
- WaveEdit

La versione originale aveva diverse limitazioni tra cui una risoluzione massima di 320 pixel per 240 pixel e un framerate massimo di 30 fotogrammi al secondo.
La tecnologia Video for Windows è stata progressivamente sostituita cominciando con la distribuzione nel luglio 1996 del suo successore COM-based - ActiveMovie (più tardi conosciuto come DirectShow) - distribuito in versione beta con la seconda beta di Internet Explorer 3.0.
ActiveMovie è stato anch'esso distribuito come download gratuito, sia come pacchetto stand-alone che in qualità di parte integrante di Internet Explorer. La sola componente di Video for Windows che non è stata sostituita o integrata in ActiveMovie e la funzione di acquisizione video per cui si è continuato ad installare i VfW sino alla distribuzione dei driver Windows Driver Model (WDM) nel 2000.

## Cronologia delle versioni
| Release       | Versione               | Note                                                                                          |
| ------------- | ---------------------- | --------------------------------------------------------------------------------------------- |
| Novembre 1992 | Video for Windows 1.0  | Prima release pubblica. Comprensiva di RLE e Video1 codec.                                    |
|               | Video for Windows 1.1  | Introduzione del codec Cinepak                                                                |
|               | Video for Windows 1.1a |                                                                                               |
|               | Video for Windows 1.1b |                                                                                               |
|               | Video for Windows 1.1c |                                                                                               |
|               | Video for Windows 1.1d | Supporto per Indeo 3.2                                                                        |
| Marzo 1995    | Video for Windows 1.1e | Ultima versione per Windows 3.1x                                                              |
| Agosto 1995   | Video for Windows 95   | Inclusa in Windows 95                                                                         |
| Luglio 1996   | Video for Windows NT   | Versione a 32-bit inclusa in Windows NT 4.0                                                   |
| Luglio 1996   | ActiveMovie 1.0        | Successore di Video for Windows. Introdotto supporto per MPEG-1 e i file in formato QuickTime |
| Marzo 1997    | DirectShow 1.0         | Successore di Active Movie.                                                                   |